# ناهنجاری ئول
ناهنجاری ئول (انگلیسی: Uhl anomaly) یک بیماری مادرزادی قلب است که نخستین بار در سال ۱۹۵۲ میلادی توسط دکتر هنری ئول (۲۰۰۹–۱۹۲۱) توصیف شد.
از سال ۱۹۹۰ تا ۱۹۹۳ میلادی، تنها ۱۰۰ مورد از این بیماری یافت شد.
در بیماری ئول تمامی یا بخشی از دیوارهٔ ماهیچه‌ای قلب در سمت راست بطن وجود ندارد. یافتهٔ اکوکاردیوگرافی مهم در این بیماری عبارتند از: بطن راست بزرگ که تورتیغه رأسی (آپیکال) ندارد و دیوارهٔ آن نازک و کم‌تحرک (هیپوکینتیک) است.

## بیشتر بخوانید
- Gerlis, Leon (January 2003). "Uhl's anomaly" (PDF). Orphanet Encyclopedia. Orphanet. Archived from the original (PDF) on 17 July 2011. Retrieved November 16, 2010. "Summary".